# Hotel Hera

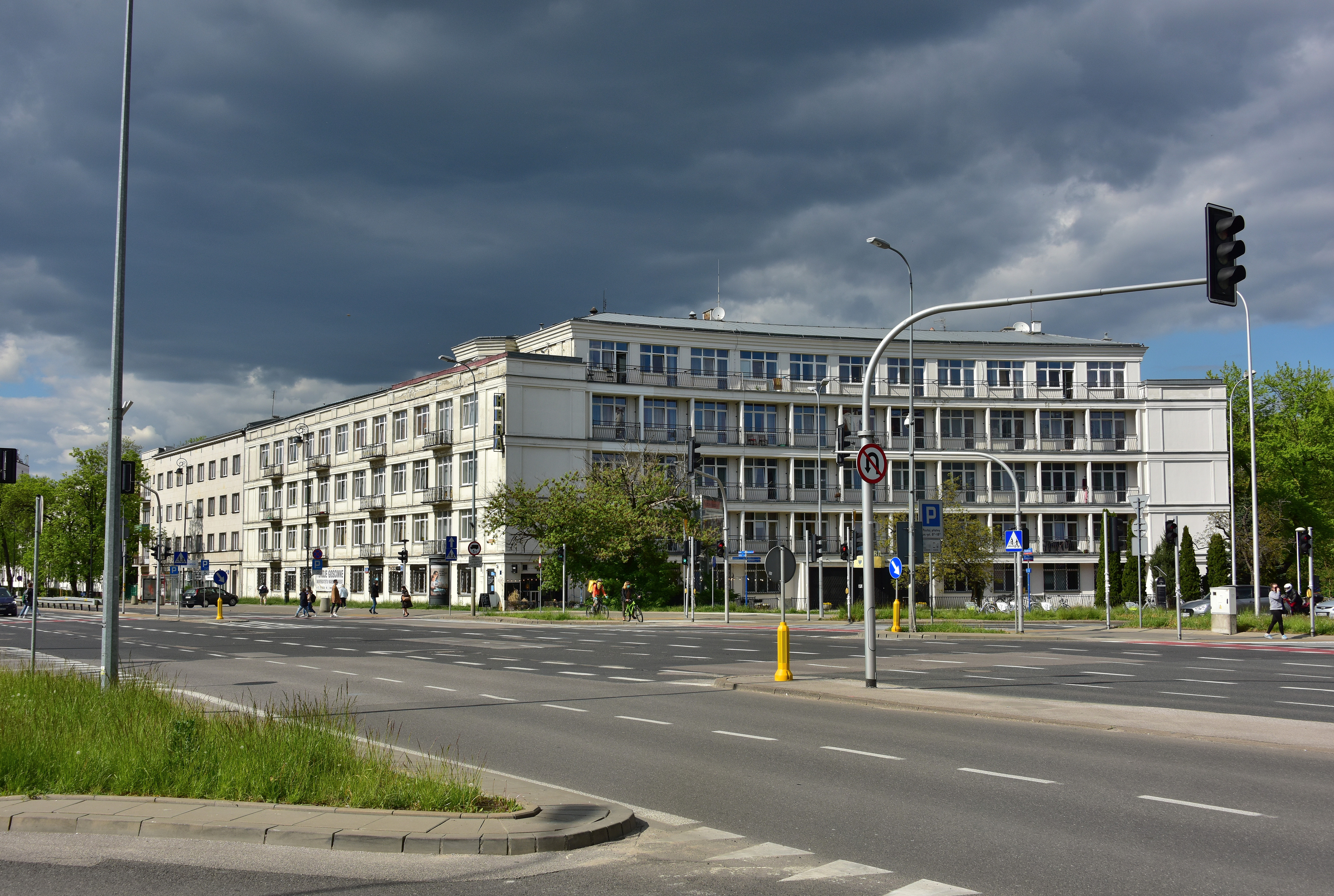
Konkav geformtes Kopfgebäude mit dem Flügel aus den 1950er Jahren, 2020

Das als Hotel bezeichnete Hera ist ein Studentenwohnheim und Gästehaus der Universität Warschau. Der Hauptteil des Gebäudes wurde 1953/54 errichtet, es liegt in einer Denkmalschutzzone an exponierter Stelle am Warschauer Königstrakt.

## Lage und Architektur
Das Hera liegt gegenüber dem früheren Hyatt-Hotel (heute: Regent Warsaw) an der Kreuzung der Belwederska- und Gagarina-Straßen im Distrikt Mokotów. Der Łazienki-Park befindet sich in 200 Meter Entfernung.
Das Projekt zum Gebäude wurde von Wacław Kłyszewski, Jerzy Mokrzyński und Eugeniusz Wierzbicki erstellt. Die drei Architekten  wurden seinerzeit als die „Tiger“ bezeichnet – ihr bekanntestes Werk war das Warschauer Bürogebäude der Parteizentrale der Polnischen Vereinigten Arbeiterpartei (PZPR) an der Ecke Aleje Jerozolimskie und Nowy Świat. Der größte Teil des Hera wurde in den 1950er Jahren errichtet, Mitte der 1960er Jahre wurde der Innenhof-Flügel hinzugefügt. Der Name Hera bezieht sich auf eine griechische Göttin.
Der Komplex besteht aus einem rund 60 Meter langen Kopfgebäude mit einer leicht konkaven Fassade entlang der Gagarina-Straße und einem 40 Meter langen Flügel an der Belwederska. Der später errichtete Flügel im Innenhof hat eine Länge von etwa 50 Metern. Obwohl es zur Zeit der Architektur des sozialistischen Realismus entworfen wurde, unterscheidet Hera sich von anderen Bauten dieser Zeit durch eine geschmackvolle und leicht dekorative Architektur der Moderne mit Akzenten des Biedermeier. Von außen sieht es wie ein modernistischer Palast aus. Gemeinsam mit der historischen ZUS-Wohnsiedlung und mehreren modernistischen Mietshäusern bildet das Hera eine denkmalgeschützten Bebauung in einem von den Straßen Lądowa, Parkowa und Belwederska gebildeten Dreieck. Das Gebäude ist im Denkmalschutzregister der Stadt Warschau eingetragen.

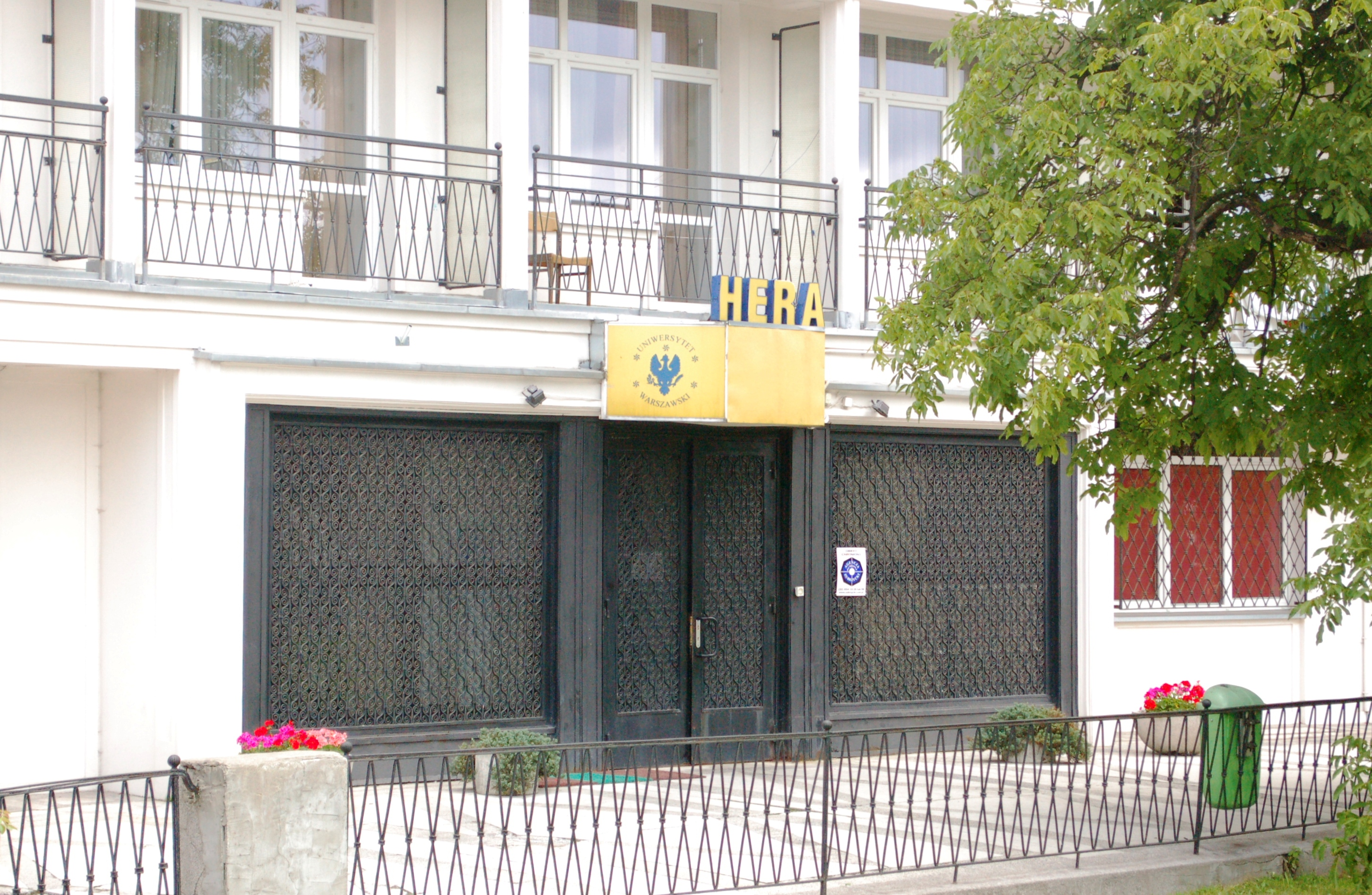
Hoteleingang, 2011

## Geschichte
Zunächst befand sich im Hera ein Wohnheim der Hochschule für Sozialwissenschaften der PZPR. Die Schule bildete Parteikader im Geiste des Marxismus nach sowjetischem Vorbild aus. 
Nach der politischen Wende Polens übernahm 1990 die Universität Warschau das Gebäude. Anfangs waren hier Gastprofessoren, ausländische Gäste der Universität und Doktoranden untergebracht. So übernachtete Schewach Weiss im Hera. Im Erdgeschoss befand sich einige Zeit ein Restaurant namens „Czarownica“. Mangels Renovierungen verschlechterte sich der Standard des Hotels in den folgenden Jahren. In den Jahren von 2009 bis 2012 wurde das Gebäude einer Fassadensanierung unterzogen, eine Modernisierung der Innenräume erfolgte jedoch nicht.
Im Jahr 2025 wurde bekannt, dass die Universität eine umfassende Renovierung des Hotels plant. Die Modernisierung wird eine Anpassung an zeitgemäße Standards in den Zimmern, die Beseitigung architektonischer Barrieren, Einbau von Lasten- und Personenaufzügen und einer Photovoltaikanlage sowie die Anlage einer Grünanlage im Innenhof umfassen. Nach der Renovierung, die nach Universitätsangaben im Jahr 2027 abgeschlossen werden soll, werden rund 200 Zimmer sowie mehrere Konferenzräume zur Verfügung stehen. In Zukunft soll das Hera vorwiegend zur Unterbringung von Doktoranden der Universität genutzt werden.